# 2-й Сыромятнический переулок
2-й Сыромя́тнический переулок — улица в центре Москвы в Таганском районе между Верхней Сыромятнической улицей и Большим Полуярославским переулком.

## Происхождение названия
Назван в XVIII—XIX веках по расположению в Сыромятниках на месте существовавшей в XVII веке Сыромятнической слободы (от сыромятник — «кожемяка, мастер, занимающийся изготовлением сыромятной кожи»). В Сыромятниках также находятся Сыромятническая набережная, Верхняя, Нижняя и Новая Сыромятнические улицы, 1-й — 4-й Сыромятнические переулки и Сыромятнический проезд.

## Описание
2-й Сыромятнический переулок начинается от Верхней Сыромятнической улицы напротив Верхнего Сусального переулка, проходит на юго-восток, слева на него выходит Мельницкий переулок, пересекает Большой Полуярославский переулок, за которым переходит в Наставнический переулок.

## Здания и сооружения
По нечётной стороне:
- № 11 — Городская усадьба Долгоруких — Р. Б. Шен (сер. XVIII в. — кон. XIX в., архитекторы Д. В. Ухтомский, Б. В. Фрейденберг, В. И. Чагин). Здесь в 1774—1776 годах жил и работал П. П. Бекетов.

По чётной стороне: